# كوليس فيذرستون

هارولد كوليس فيذرستون, بنك الإعلام البهائي

هارولد كوليس فيذرستون (13 مايو 1913 - 29 سبتمبر 1990) كان بهائيًا أستراليًا من أديلايد. ولد في كوورن، جنوب أستراليا وأمضى طفولته في سميثفيلد، جنوب أستراليا ثم درس المحاسبة لكنه التحق بالهندسة في عام 1932 وعمل في شركة هندسية كبيرة حتى عام 1936. وبحلول الوقت الذي تزوج فيه في عام 1938 كان بالفعل شريكًا في شركة هندسية تصنع أجزاء معدنية مضغوطة. انضم هو وزوجته إلى الديانة البهائية في عام 1944 باعتبارهما أول "الشباب" الذين دخلوا مجتمع أديلايد (انظر الديانة البهائية في أستراليا). وقد تبادل مع رئيس الدين آنذاك، شوقي أفندي، نحو عشرين رسالة وبرقيات حول مختلف المواضيع. في عام 1946 ساعد آل فيذرستون في تأسيس الجمعية الروحية المحلية البهائية في وودفيل. خدم فيذرستون في الجمعية الروحية الوطنية في أستراليا من عام 1949 إلى عام 1962. في عام 1954 عُين في مؤسسة جديدة للدين كعضو مجلس مساعد لأستراليا بواسطة كلارا دون وتمكن من إعادة ترتيب شؤونه التجارية للسماح له بالمرونة والحرية للسفر على نطاق واسع من خلال أن يصبح مالكًا مشاركًا لشركة هندسية. في أكتوبر 1957 عُين يداً لأمر الله من قبل شوقي أفندي. منذ عام 1957، حافظت شركة فيذرستون على مجلس مساعد مكون من 18 عضوًا (تسعة للنشر، وتسعة للحماية)، منتشرًا في جميع أنحاء المحيط الهادئ، حتى تولى هذه الوظيفة مجلس مستشارين قاري مكون من ثلاثة أعضاء لأستراليا في عام 1968. في عام 1976 باع فيذرستون حصته التجارية وانتقلت العائلة إلى روكهامبتون، كوينزلاند، وكرسوا وقتهم للاهتمامات الدينية. سافر هو وزوجته على نطاق واسع بين بلدان المحيط الهادئ وخارجه. توفي في 29 سبتمبر 1990 في كاتماندو، نيبال، أثناء زيارته للبهائيين هناك.

## ملحوظات
1. 1 2  Rabbani, R. (Ed.) (1992). The Ministry of the Custodians 1957-1963. Baháʼí World Centre. ص. xxiii. ISBN:0-85398-350-X. مؤرشف من الأصل في 2025-04-06.
2. 1 2  "In memoriam - A loving tribute to Mr. Featherstone". Baháʼí News ع. 714: 2–3. أكتوبر 1990. ISSN:0195-9212. مؤرشف من الأصل في 2025-03-29.
3. 1 2  Hassall، Graham (أكتوبر 1990)، "H. Collis Featherstone"، Baháʼí World News، مؤرشف من الأصل في 2024-12-05

## روابط خارجية
- إتش. كوليس فيذرستون في Find a Grave